# チャカス
チャカス (ギリシア語: Τζαχᾶς) またはチャカ・ベイ (トルコ語: Çaka Bey)は、11世紀にスミュルナを中心に小アジア南西部やエーゲ海に自立政権を築いたトルコ人軍人、反乱指導者。元はビザンツ帝国に仕えていたが、反乱を起こしてスミュルナを制圧し、1088年から1091年にかけて小アジアのエーゲ海沿岸や沖の島々を支配した。絶頂期にはみずからビザンツ皇帝を僭称し、北のペチェネグ人と連携してコンスタンティノープル征服を狙うまでになった。しかし1092年、ヨハネス・ドゥーカス率いるビザンツ海軍に大敗を喫してレスボス島を奪回され、翌年に娘婿のクルチ・アルスラーン1世に裏切られ殺害された。スミュルナなどのチャカスが支配した領域は、1097年ごろにビザンツ帝国が奪回した。
現代のトルコ共和国海軍は、チャカスがスミュルナを制圧した1081年を創設年としている。

## 生涯

### 史料
チャカスの生涯についてはほとんど分かっていない。ほぼ唯一の情報源となっているのが、ビザンツ皇女アンナ・コムネナが著した歴史書『アレクシアス』である。13世紀に成立した叙事詩『ダニシュメンドナーメ』にも「チョウドル族のチャカ」 (トルコ語: Çavuldur Çaka)という名前が言及されているが、この史料は半ば伝説的な内容になっており、あまり信用できるものではない。

### 帝国での出世と失脚
『アレクシアス』によれば、チャカスは元盗賊で、ニケフォロス3世ボタネイアテス (在位: 1078年–1081年)の時代にビザンツ軍の捕虜となった。彼はビザンツ軍に身を投じると、皇帝の寵を受けて瞬く間に出生し、プロトノベリッシモスの地位と多くの褒美を得た。しかし1081年にアレクシオス1世コムネノスがニケフォロス3世を廃位してみずから即位すると、チャカスは地位を失い亡命した。

### 反乱
1088年ごろから、チャカスはスミュルナを拠点として帝国に戦争を仕掛けるようになった。彼はキリスト教徒の職人を雇って艦隊をつくり、ポカイアや東エーゲ海のレスボス島 (メテュムナの要塞を除く)、サモス島、キオス島、ロドス島を征服した。ニケタス・カスタモニテス率いるビザンツ艦隊が討伐に来たが、チャカスはこれを破った。なお今日の学者の中には、これらのチャカスの反乱の記録に同時代の反乱者ラプソマテス（キプロスで蜂起）やカリュケス（クレタで蜂起）の事績が混じっている、場合によっては入れ替わっている可能性があると指摘している者もいる。
1090/91年、コンスタンティノス・ダラセノス率いるビザンツ軍がキオス島を奪回した。しかしチャカスは軍勢を立て直して攻勢に出続け、みずから皇帝 (バシレウス) を名乗り、トラキアのペチェネグ人と同盟してアレクシオス1世を挟撃する構想まで立てていた。1092年、ダラセノスと新任のメガス・ドゥクスであるヨハネス・ドゥーカスがチャカス討伐の命を受け、レスボス島のミュティレネの要塞を攻撃した。チャカスは3か月にわたり籠城したものの、交渉の末にビザンツ軍に要塞を明け渡して撤退した。スミュルナに帰還する途中にも、チャカスの艦隊はトルコ人の艦隊に襲撃され、ほとんど壊滅させられた。

### 最後の戦争と死
『アレクシアス』によれば、1093年春、チャカスはマルマラ海沿岸のアビュドスの港を攻撃した。対するアレクシアス1世は、ルーム・セルジューク朝のスルタンであるクルチ・アルスラーン1世 (在位: 1092年–1107年)に、チャカスを背後から攻撃するよう求めた。クルチ・アルスラーン1世はチャカスの娘アイシェ・ハトゥンを妻に迎えた娘婿であったが、アビュドスに進軍してチャカスを宴会に招き、騙し討ちで殺害した。しかしその後も、新たなチャカスを名乗る人物（おそらく元のチャカスの息子）がスミュルナを支配していた。この街は1097年ごろにヨハネス・ドゥーカス率いるビザンツ軍に再征服された。

## 後世への影響
現代のトルコ共和国海軍は、チャカスがスミュルナを制圧した1081年を公式な創設年と定めている。